# Ленинград (кинотеатр, Санкт-Петербург)
«Ленинград» — кинотеатр, функционировавший с 1959 до 2004 года по адресу Потемкинская улица, дом 4.

## История
Здание построено в 1910—1914 годах по проекту архитектора Игнатьева как выставочный павильон Императорского российского общества садоводства в квартале Таврического сада, разбитого в 18 веке в составе усадьбы покорителя Крыма (Тавриды) Г.А.Потемкина-Тарврического. В 1955-1956 годах реконструирован под кинотеатр по проекту архитектора И. И. Чашника. Открытие кинотеатра состоялось 5 ноября 1958 года. Кинотеатр был одним из первых масштабных проектов в этом сегменте. Зал был оборудован панорамным экраном шириной 28 метров и высотой 10 метров, а также стереофоническим звуком.
В кинотеатре работало три зала: зал с панорамным экраном на 1128 мест, зал художественного фильма (Зелёный зал) на 200 мест и зал научно-популярных фильмов (Синий зал) на 200 мест.
Здесь проходили самые громкие премьеры. «Ленинград» долгое время задавал тон культурной жизни города. К концу XX века техническая сторона кинозала устарела, а кино-жизнь города переместилась в торгово-развлекательные центры. В 2004 году перестал существовать как кинотеатр.
После реконструкции здания Рекардо Бофилом в 2014 году в здании бывшего кинотеатра «Ленинград» открылось шоу-пространство «Ленинград Центр». Художественным руководителем шоу-пространства стал известный российский режиссёр театра, кино и телевидения, сценарист и продюсер, лауреат Национальной премии в области телевидения «ТЭФИ» Феликс Михайлов. В репертуаре шоу-пространства масштабные постановки на стыке различных видов искусства: театр, мюзикл, цирк, балет, кинетическое искусство, кукольный театр, видеоинсталляции и 3D-mapping. В январе 2018 года возродились регулярные кинопоказы.